# Daniel Urech
Daniel Urech (* 18. Juli 1983 in Arlesheim; heimatberechtigt in Hallwil) ist ein Schweizer Politiker (Grüne).

## Leben
Daniel Urech ist in Hochwald im Kanton Solothurn aufgewachsen und lebt seit 1997 in Dornach. Nach der Matura leistete er Zivildienst und studierte anschliessend an der Universität Freiburg zweisprachig Rechtswissenschaften. Nach seinem Studienabschluss 2009 absolvierte er 2012 die Anwalts- und Notariatsprüfungen und arbeitete von 2012 bis 2016 als juristischer Mitarbeiter bei der Stadt Bern. Daniel Urech arbeitet als selbstständiger Anwalt und Notar in Dornach, ist verheiratet und hat zwei Kinder. 

## Politik
Daniel Urech ist seit 2005 Mitglied des Gemeinderates (Exekutive) von Dornach, zudem seit 2011 Mitglied des Kantonsrates von Solothurn, wo er die Grünen in der Justizkommission vertritt. Er ist zudem Mitglied der Interparlamentarischen Kommission Nordwestschweiz und erster Vizepräsident der Ratsleitung. 2018 war Urech zweiter Vizepräsident und 2019 Vizepräsident des Solothurner Kantonsrates. 2020 wird er als erstes Mitglied der Grünen Partei dem Kantonsrat als Präsident vorstehen. 2021 wurde er zum Gemeindepräsidenten von Dornach gewählt. 2025 tritt er bei den Regierungsratswahlen des Kantons Solothurn an, als möglicher Nachfolger von Brigit Wyss.
Daniel Urech war Stiftungsratspräsident der Stiftung Kultur am Bahnhof (2012–2021) und Verwaltungsratsmitglied der Kultur am Bahnhof AG in Dornach. Er ist Vorstandsmitglied des Trägervereins der Höherern Fachschule für anthroposophische Heil- und Sozialpädagogik und Sozialtherapie und war Vorstandsmitglied der Vereinigung für eine starke Region Basel und Nordwestschweiz (2013–2019).